# Асим Мујевић
Асим Мујевић (Рожаје, 1945) бубњар је и један од оснивача групе Смак.

## Живот
Рођен је 1945. године у Рожајама. Са групом младих људи оснива музички бенд Сенке, који је шездесетих постао икона Крагујевца, а из којег ће се касније родити група Смак, чији је један од оснивача.
У Смаку је свирао бубњеве, а касније постао менаџер групе све до 1978. године.
Тренутно живи и ради у Рожајама.